# Drapeau de Basander
Le Drapeau de Basander (Bandera Bansander en castillan) est le prix d'une régate d'aviron de trainières organisé en Cantabrie depuis 1983.

## Histoire
C'est une compétition de trainières qui se déroule en Cantabrie et, durant les dernières années seulement, à Santander. En 2005, la victoire est pour la Société sportive d'aviron Astillero qui s'est imposé à la Société sportive d'aviron Castro-Urdiales par 47 centièmes et la Société sportive d'aviron Pedreña de 10 secondes. Les autres participants sont le Club d'aviron Ciudad de Santander, le Club d'aviron Pontejos et Laredo Aviron Club. La régate s'est disputée à Astillero le 17 juin.
En 2006 la régate s'est tenue à Santander le 16 juin et le vainqueur est de nouveau Astillero devant Pedreña à cinq secondes et Laredo à 36 secondes. Castro-Urdiales n'a pas pris part à cette régate et le reste des concurrents sont Pontejos, CRC Santander, le Club d'Aviron Valle de Camargo et le Club d'aviron Colindres.
Le 22 juin 2007 a eu lieu la XXIV édition de ce drapeau qui a été attribué à Pedreña dans la Baie de Santander. Castro-Urdiales est arrivé à 16 secondes et Pontejos à 23 secondes. Les autres participants sont Astillero, Laredo, Camargo, Castro Urdiales B et Colindres.
La XXVe édition du Drapeau Bansander est disputée le 20 juin 2008 à Santander. Cette compétition est marquée par les absences des dominateurs dans les régates précédentes, Castro-Urdiales et Astillero. Sans eux on a clairement attribué la victoire à Pedreña suivie par Camargo à 12 secondes. Les autres participants sont Castro Urdiales B, Club d'aviron La Maruca, Colindres, CRC Santander et Société sportive Santoña Club d'aviron. En 2009, la régate a eu lieu le vendredi 19, un jour avant le début de la Ligue ARC, pour cette raison Santoña ne se présente pas. Toutefois, les clubs de la Ligue ACT (Castro et Pedreña) ont maintenu une lutte dure par la victoire, qui est finalement pour Castro de 9 secondes.

## Palmarès
| Édition | Année | Vainqueur         | Second           | Troisième        |
| I       | 1984  | Santoña           | Castro-Urdiales  | Pedreña          |
| II      | 1985  | Pedreña           | --               | --               |
| III     | 1986  | Santoña           | --               | --               |
| IV      | 1987  | Castro-Urdiales   | Camargo          | Santoña          |
| V       | 1988  | Camargo           | Santoña          | Ciudad Santander |
| VI      | 1989  | Santoña           | --               | --               |
| VII     | 1990  | Castro-Urdiales   | Ciudad Santander | Camargo          |
| VIII    | 1991  | Ciudad Santander  | --               | --               |
| IX      | 1992  | Santoña           | Astillero        | Camargo          |
| X       | 1993  | Ciudad Santander  | Camargo          | Santoña          |
| XI      | 1994  | Camargo           | Santoña          | Ciudad Santander |
| XII     | 1995  | Santoña           | Camargo          | Ciudad Santander |
| XIII    | 1996  | Camargo           | Pedreña          | Santoña          |
| XIV     | 1997  | Santoña-Santander | Pedreña          | Colindres        |
| XV      | 1998  | Santoña           | Castro-Urdiales  | Ciudad Santander |
| XVI     | 1999  | Astillero         | Ciudad Santander | Castro-Urdiales  |
| XVII    | 2000  | Ciudad Santander  | Astillero        | Pedreña          |
| XVIII   | 2001  | Astillero         | Castro-Urdiales  | Ciudad Santander |
| XIX     | 2002  | Castro-Urdiales   | Pedreña          | Astillero        |
| XX      | 2003  | Astillero         | --               | --               |
| XXI     | 2004  | Astillero         | --               | --               |
| XXII    | 2005  | Astillero         | Castro-Urdiales  | Pedreña          |
| XXIII   | 2006  | Astillero         | Pedreña          | Laredo           |
| XXIV    | 2007  | Pedreña           | Castro-Urdiales  | Pontejos         |
| XXV     | 2008  | Pedreña           | Camargo          | Castro-Urdiales  |
| XXVI    | 2009  | Castro-Urdiales   | Pedreña          | Astillero        |
| XXVII   | 2010  | Astillero         | Pedreña          | Castro-Urdiales  |